# Feuersteinschwert von Åtte Bjerge

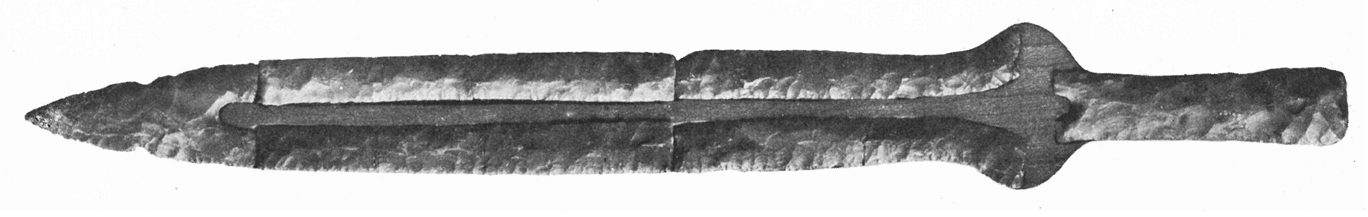
Das Schwert von Åtte mit rekonstruiertem Holzkern (nach Sophus Müller, 1907).

Das Feuersteinschwert von Åtte Bjerge (dänisch Åttesværdet) wurde 1899 in einem Grabhügel bei Føvling im Kongeådalen, etwa 11,0 km westlich von Vejen in Jütland in Dänemark gefunden. Das nur 43 Zentimeter lange Feuersteinschwert ist den zeitgenössischen (17.–16. Jahrhundert v. Chr.) Bronzeschwertern nachempfunden.

## Beschreibung
Neben dem Griff bestanden nur die Schwertspitze (Ort) und die beiden Schneiden aus – mehreren Stücken – Feuerstein. Sie wurden in ein Holzblatt eingesetzt und bildeten mit Birkenpech verklebt die Klinge.
Die Bearbeitung und Gestaltung des ursprünglich mit organischem Material umwickelten Griffes knüpfen an die nordische Tradition der Dolchzeit an, in der gebrauchsfertige, primär aus Feuerstein hergestellte Dolche die Bronzevorbilder imitierten.
Das Schwert wurde zusammen mit einer Axt vom Fårdruptyp gefunden, was zur Datierung beitrug.  
Das vollständig erhaltene Feuersteinmaterial von Åtte ist im Dänischen Nationalmuseum in Kopenhagen ausgestellt.
Fragmente von Feuersteinschwertern sind von zahlreichen weiteren Fundplätzen in Dänemark bekannt.